# Królikowo (gromada w powiecie szubińskim)
Królikowo – dawna gromada, czyli najmniejsza jednostka podziału terytorialnego Polskiej Rzeczypospolitej Ludowej w latach 1954–1972.
Gromady, z gromadzkimi radami narodowymi (GRN) jako organami władzy najniższego stopnia na wsi, funkcjonowały od reformy reorganizującej administrację wiejską przeprowadzonej jesienią 1954 do momentu ich zniesienia z dniem 1 stycznia 1973, tym samym wypierając organizację gminną w latach 1954–1972.
Gromadę Królikowo z siedzibą GRN w Królikowie utworzono – jako jedną z 8759 gromad na obszarze Polski – w powiecie szubińskim w woj. bydgoskim, na mocy uchwały nr 24/13 WRN w Bydgoszczy z dnia 5 października 1954. W skład jednostki weszły obszary dotychczasowych gromad Królikowo, Ciężkowo, Chraplewo, Słupy i Retkowo ze zniesionej gminy Królikowo w tymże powiecie. Dla gromady ustalono 23 członków gromadzkiej rady narodowej.
31 grudnia 1959 do gromady Królikowo włączono wsie Szaradowo, Zalesie i Turzyn, miejscowości Ameryka i Rzemieniewice oraz kolonie Szaradowo i Mycielewo ze zniesionej gromady Zalesie w tymże powiecie.
Gromada przetrwała do końca 1972 roku, czyli do kolejnej reformy gminnej.